# Lita
Pour les articles homonymes, voir Dumas.
Amy Christine Dumas (née le 14 avril 1975 à Fort Lauderdale dans l'État de Floride) est la chanteuse principale de l'ancien groupe de punk rock The Luchagors et une catcheuse américaine. Elle travaille actuellement à la World Wrestling Entertainment, sous le nom de Lita. 
Principalement connue pour son travail à la World Wrestling Federation/World Wrestling Entertainment (WWF/WWE) où elle a été quatre fois championne féminine de la WWE. Elle a aussi remporté le premier main event féminin de l'histoire de la WWE.
En 2014, Lita est intronisée au Hall of Fame de la WWE par Trish Stratus.

## Biographie
En 2003, elle a fondé une entreprise de charité pour les animaux, la « Amy Dumas Operation Rescue and Education » (A.D.O.R.E.)
Elle fait partie d'un groupe de musique nommé The Luchagors qui s'est formé en octobre 2006 et dont le premier album est sorti le 11 septembre 2007..

## Carrière

### Débuts dans le catch et Extreme Championship Wrestling (1999)
Alors qu'elle est bassiste dans un groupe de musique en Floride, elle décide de faire du catch après avoir vu Rey Mysterio, Jr. lutter. Elle part au Mexique pour s'entraîner et fait ses premiers combats à la Empresa Mexicana de Lucha Libre et dans des petites fédérations mexicaines. Elle retourne aux États-Unis où elle lutte sur le circuit indépendant et est la valet de Christopher Daniels. En août 1999, elle rejoint l'Extreme Championship Wrestling où elle manage Roadkill et Danny Doring (en). Durant cette période, Rob Van Dam la présente à Dory Funk, Jr. qui décide de l'entraîner et d'user son influence pour qu'elle travaille pour la World Wrestling Federation.

### World Wrestling Federation/Entertainment (1999-2006)

#### Débuts et Team Xtreme (1999-2001)
Le 1er novembre 1999, la World Wrestling Federation (WWF) engage Dumas et l'envoie à la Memphis Championship Wrestling, un des clubs-écoles de la fédération, pour parfaire sa formation.
Elle débute sous le nom de Lita comme valet d'Essa Rios (en) le 8 février 2000 et l'aide à devenir champion poids-lourds légers de la WWF durant son match de championnat face à Gillberg et elle lui inflige un moonsault après ce match. En mai, Lita trouve Rios en compagnie d'une des femmes qui accomagne le Godfather. Elle favorise les adversaires de Rios dans ses matchs puis le 13 mars son règne de champion des poids-lourds légers de la WWF prend fin après sa défaite face à Dean Malenko ; en fin de match Eddie Guerrero qui accompagne Malenko porte un powerbomb sur Lita en dehors du ring ce qui distrait Rios et facilite la victoire de son équipier. Dix jours plus tard, Lita débute en tant que catcheuse et perd face à Jacqueline un match pour le championnat féminin de la WWF. Le 25 mai, Rios met fin à son alliance avec Lita en l'attaquant après sa défaite face à Matt Hardy, ce dernier vient en aide à Lita. Lors de Raw le 21 août, elle remporte son premier titre face à Stephanie McMahon dans un match où The Rock était l'arbitre spécial.

#### The Invasion (2001-2002)

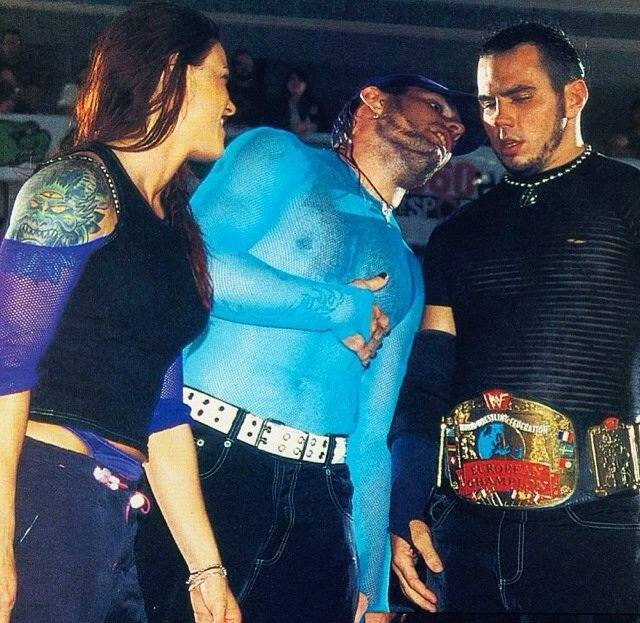
Lita avec les Hardy Boyz en 2001.

Lita a continué sa rivalité avec Dean Malenko. Le 19 février 2001 dans un épisode de RAW, elle a défait Malenko dans un combat avec l'assistance de Matt Hardy. Après le combat, Hardy a embrassé Lita, ce qui a commencé leur relation à l'écran. Le couple s'est battu dans plusieurs combats en équipe au début de l'année.
Quelque temps après, une rivalité est née entre Team Xtreme et The Two-Men Power Trip. En avril 2001, Lita a commencé à pourchasser le titre féminin encore une fois. Elle a lancé un défi à la championne Chyna à Judgment Day le 20 mai 2001, mais a été battue. Dans le même mois, Eddie Guerrero a commencé à s'associer avec The Hardy Boyz. Une histoire impliquait Guerrero et Lita a été coupée court en juin 2001 quand Guerrero a été envoyé en réhabilitation pour son problème de drogues.
En juillet 2001, Lita et Trish Stratus ont joint leurs forces pour combattre Stacy Keibler et Torrie Wilson, membres de l'Alliance de la Extreme Championship Wrestling et de la World Championship Wrestling qui faisaient une invasion à la WWF. À The Invasion le 22 juillet 2001, Lita et Stratus ont défait Keibler et Wilson dans un « Bra and Panties Match ». Tout au long de l'invasion, Lita, Trish Stratus et Jacqueline ont rivalisé contre des membres de l'Alliance tels que Stacy Keibler, Torrie Wilson, Ivory et Molly Molly. La storyline de l'invasion s'est terminée le 18 novembre 2001. À Survivors Series, Lita a pris part à un match à six pour le WWF Women's Championship, qui avait été mis vacant par Chyna plus tôt dans l'année. Le match a été gagné par Trish Stratus.
Plus tard en 2001, The Hardy Boyz ont commencé une rivalité l'un contre l'autre. Lita a été l'arbitre dans un combat entre Jeff et Matt à Vengeance 2001 le 9 décembre. Le combat a été gagné par Jeff, car Lita a oublié de mentionner que Matt avait mis sa jambe dans les cordes pendant le compte de trois. Le jour suivant à RAW, Matt a défait Lita et Jeff dans un combat handicap. Peu de temps après, il a informé Lita que sa relation est terminée avec Jeff et avec elle.
Lita a commencé à accompagner Jeff Hardy à l'arène pour ses combats. Le 17 décembre 2001 dans un épisode de RAW, Jeff et Lita ont eu des blessures (à la télé) suivant un combat violent entre Jeff et le champion WWF Hardcore, The Undertaker. Les blessures sur son frère et son ex-copine ont mené à une réconciliation entre les membres de Team Xtreme. Le 20 décembre dans un épisode de SmackDown!, Matt Hardy a fait face à The Undertaker, mais lui aussi a été blessé. Les trois membres de Team Xtreme ont été enlevés de la télévision pour plusieurs semaines. Jim Ross qualifie que ce retirement de Team Xtreme de la télévision leur a servi à recharger leurs batteries.
The Hardy Boyz ont concouru dans le Royal Rumble 2002 et ils sont revenus à la télévision en février en compagnie de Lita. Lita a recommencé sa poursuite vers le WWF Women's Championship en mars 2002 en faisant face à la championne Jazz et Trish Stratus à WrestleMania X8. Jazz a gagné le combat pour conserver son titre en faisant le tombé sur Lita.

#### Blessure et retour (2002-2003)
Le 6 avril 2002, Lita souffre d'une blessure en filmant une scène de combat pour un rôle dans la dernière saison du programme de télévision Dark Angel. Après plusieurs scanners, elle a appris qu'elle avait trois fissures dans ses vertèbres C5 et C6, ce qui nécessitait une opération. Le 30 avril, Lita s'est fait opérer au cou par le Dr Lloyd Youngblood à San Antonio au Texas, avec une section de sa hanche qui est utilisée pour souder les vertèbres C5 et C6 ensemble. Lita a passé une bonne partie de l'année en convalescence. Elle a fait quelques apparitions à Sunday Night Heat en tant que commentatrice en octobre 2002.
Lita a fait son retour le 21 avril 2003 dans un épisode de RAW. Elle a été renvoyée de sa position de commentatrice de WWE Heat par le manager de RAW Eric Bishcoff après avoir refusé la proposition de Bischoff de suivre les traces de Torrie Wilson et de poser pour Playboy. Elle fait son retour après une absence de dix-sept mois le 15 septembre 2003 dans un épisode de RAW en venant sauver Trish Stratus d'une attaque de Molly Holly et de Gail Kim. Le co-manager Steve Austin a expliqué plus tard qu'il avait réengagé Lita. Lita et Stratus se sont alliées pour défaire Holly et Kim dans un combat par équipe le 21 septembre à Unforgiven 2003. Lita a eu une rivalité avec Molly Holly plus tard en 2003. Elle a fait la chasse au titre féminin en l'affrontant le 11 novembre à Survivor Series, mais sans succès.
Dans l'épisode de RAW le 17 novembre, Lita et Matt Hardy se sont réunis après que Hardy a été envoyé de SmackDown! à RAW. Après qu'Hardy a fait une proposition à Lita, Molly Holly les a interrompus en leur lançant un défi à Lita et Hardy, soit qu'ils affrontent Holly et Eric Bischoff dans un combat inter-sexe en équipe. Bischoff a mis une stipulation au combat : si l'équipe de Hardy et Lita gagne, Lita obtient une chance au titre féminin, mais s'ils perdent, elle est renvoyée sur le champ. Hardy et Lita ont perdu le combat après qu'Hardy refuse d'effectuer un changement. Hardy reproche Lita d'être retournée à Raw au lieu de SmackDown, disant que cela montre qu'elle pense plus au titre féminin qu'à lui. Lita a été réengagée plus tard dans la soirée quand Christian l'a informé qu'il avait utilisé la faveur que lui devait Eric Bischoff à la suite de sa victoire aux Survivor Series. Une semaine plus tard, Lita a perdu contre Victoria dans le tout premier Steel Cage match féminin à être tenu à la WWE.
Lita et Christian semble développer une relation, ainsi que Chris Jericho fait avec Trish Stratus. Le 1er décembre 2003 à RAW, il a été révélé que Christian et Jericho ont fait un pari sur le fait d'être le premier à séduire Lita et Stratus respectivement. La révélation a mené à une rivalité entre Lita et Trish Stratus contre Christian et Chris Jericho dans un Intergender match à Armageddon et le Raw suivant, les hommes ont triomphé.

#### Alliance avec Kane, Womens Champion et perte du titre (2004-2006)
Lita combat dans la division féminine dès le début de l'année 2004. Elle gagne une bataille royale et devint l'aspirante no 1 pour le titre féminin le 5 avril à RAW. Victoria défait Lita pour garder le titre à Backlash le 18 avril. Lita s'est réunie avec Matt Hardy le 19 avril dans un épisode de RAW quand Hardy a attaqué Kane pour le prévenir d'arrêter d'agresser Lita. Dans les semaines suivantes, Kane attaque régulièrement Hardy et tente de séduire Lita. Il a même persuadé Eric Bischoff de donner à Lita une chance pour le titre féminin à Bad Blood le 13 juin 2004.
Après sa grossesse, Lita est retournée à Raw en novembre. Elle défie Trish Stratus pour le WWE Women's Championship à plusieurs occasions. Elle l'a finalement battue le 6 décembre dans un épisode de RAW pour devenir championne pour la deuxième fois.
Le deuxième règne de Lita en tant que championne féminin se termine en janvier à New Year's Revolution quand elle perd contre Trish Stratus. Durant le combat, Lita a subi des dommages légitimes, en résultant une déchirure de son ligament croisé antérieur. Elle a été opérée par le Dr James Andrews le 20 janvier 2005.
En mars 2005, elle coache Christy Hemme en préparation pour son combat pour le titre féminin avec Trish Stratus à WrestleMania 21. Hemme a été battue par Stratus. Lita a continué sa rivalité avec Stratus dans les semaines suivantes, en faisant combattre Kane contre Viscera à Backlash 2005 le 1er mai. Viscera se fait battre par Kane.
Le 30 mai 2005 Lita demande le divorce à Kane.

#### Womens Champion, perte du titre et retraite (2006)
Elle est retournée à Raw dans un combat en équipe le 20 janvier à un house show. Elle fait ses débuts de combats à la télévision le 6 février à Raw, en s'alignant avec Edge contre John Cena et Maria. Lita et Edge ont perdu le combat. Elle continue d'être la manager d'Edge. En mai 2006, Foley s'est joint à Edge et Lita. Le trio a défait Terry Funk, Tommy Dreamer et Beulah McGillicutty dans un combat d'équipe à six à ECW One Night Stand 2006. Elle est toujours au côté d'Edge, qui était le Champion de la WWE. À Raw, elle défait Mickie James pour devenir la nouvelle championne. Mais à Unforgiven 2006, elle défend son titre face à Trish Stratus mais perd. Comme Trish Stratus prend sa retraite, elle ne peut pas détenir la ceinture, alors le titre devient vacant.
Le 25 septembre 2006, à Raw, elle défait Candice Michelle au quart de finale, Edge qui était l'arbitre spécial de ce match, donne son Spear à Candice Michelle.
Le 30 octobre 2006, pour la place du quart de finale, elle défait Maria avec son Lita DDT.
À Cyber Sunday, elle remporte le tournoi pour le titre féminin qui était vacant, elle vainc Mickie James avec son Lita DDT dans un Lumberjill match.
À Raw, le 6 novembre 2006, elle conserve la ceinture en battant une nouvelle fois Mickie James (Mickie avait un bras attaché dans le dos) et l'arbitre était Eric Bischoff.
Aux Survivor Series 2006, qui a eu lieu aux États-Unis le 26 novembre 2006, Lita effectuait son dernier match en tant que catcheuse professionnelle. Elle affrontait Mickie James pour un match de championnat. Elle perd le match, et le titre. Elle prend sa retraite de la WWE à la fin de cette soirée. Elle a ensuite catché pendant quelque temps à la MCW sous son nom et son surnom (Amy "Lita" Dumas).

#### Apparitions occasionnelles, championne par équipe de la WWE avec Becky Lynch (2010-...)
Lita a fait une apparition à Raw le 1er novembre 2010 à la roulette, juste pour cette soirée. Elle n'a été vue que quelques secondes.
Le 12 décembre 2011 à Raw pour les Slammy Awards, Lita est présente pour remettre le Slammy du Moment le plus divalicieux de l'année, gagné par Kelly Kelly, où les Divas of Doom interviennent et tente de prendre le trophée de gagnante, mais Kelly Kelly reprend son trophée aux Divas of Doom en leur arrachant des mains et en mettant une claque à Beth Phoenix.
Lita a fait une apparition au Hall of Fame 2012 et au WrestleMania Axxess. Le 23 juillet 2012, elle bat Heath Slater à l'occasion du 1000e épisode de Raw.
Elle était présente lors de la cérémonie du Hall of Fame 2013 aux côtés de son petit ami de l'époque, CM Punk.

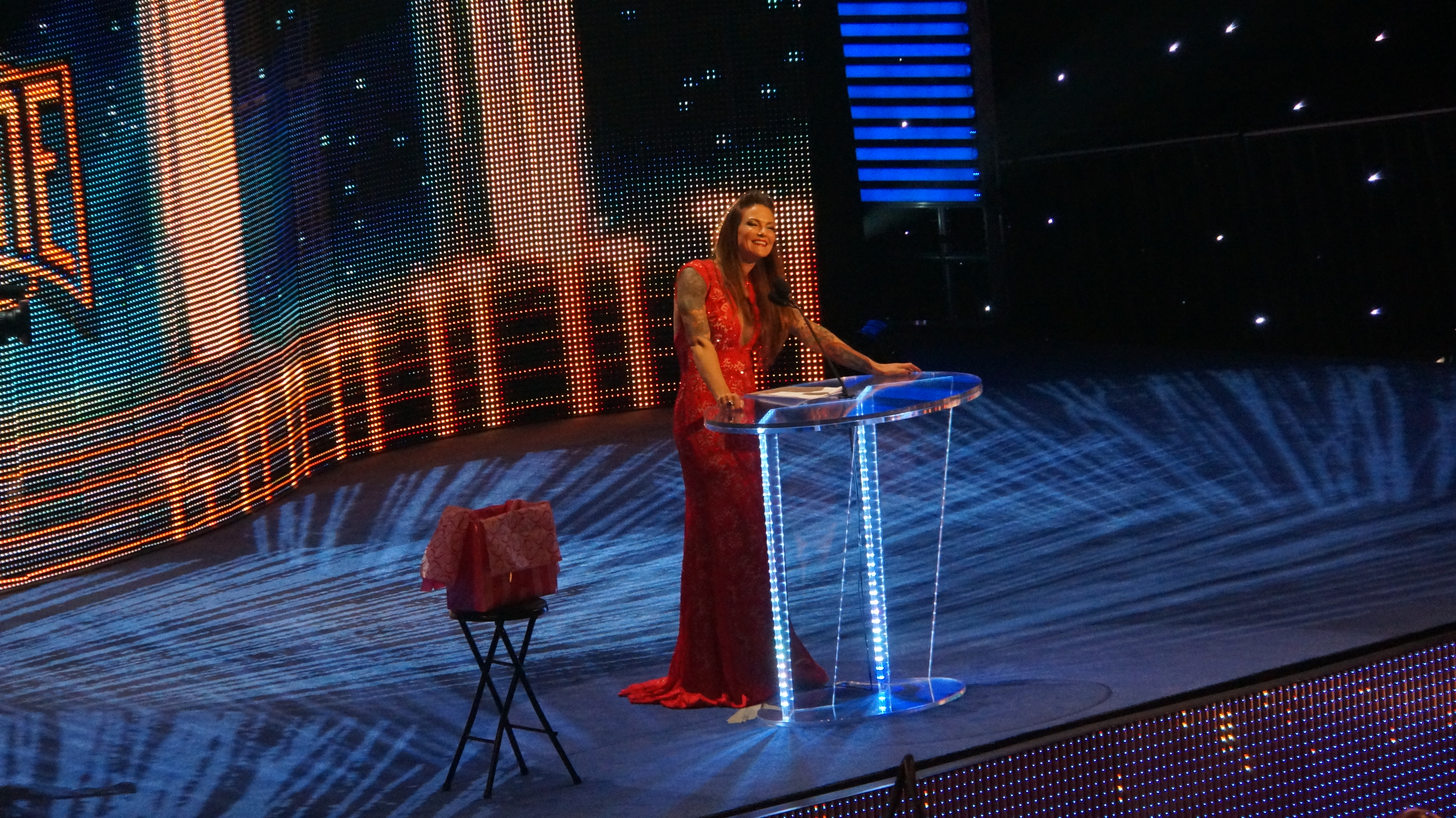
Lita au WWE Hall of Fame en 2014.

Le 10 février 2014 lors de Raw, il est annoncé que Lita sera intronisée au Hall of Fame 2014. La cérémonie eut lieu le 5 avril 2014, où elle fut intronisée par Trish Stratus.

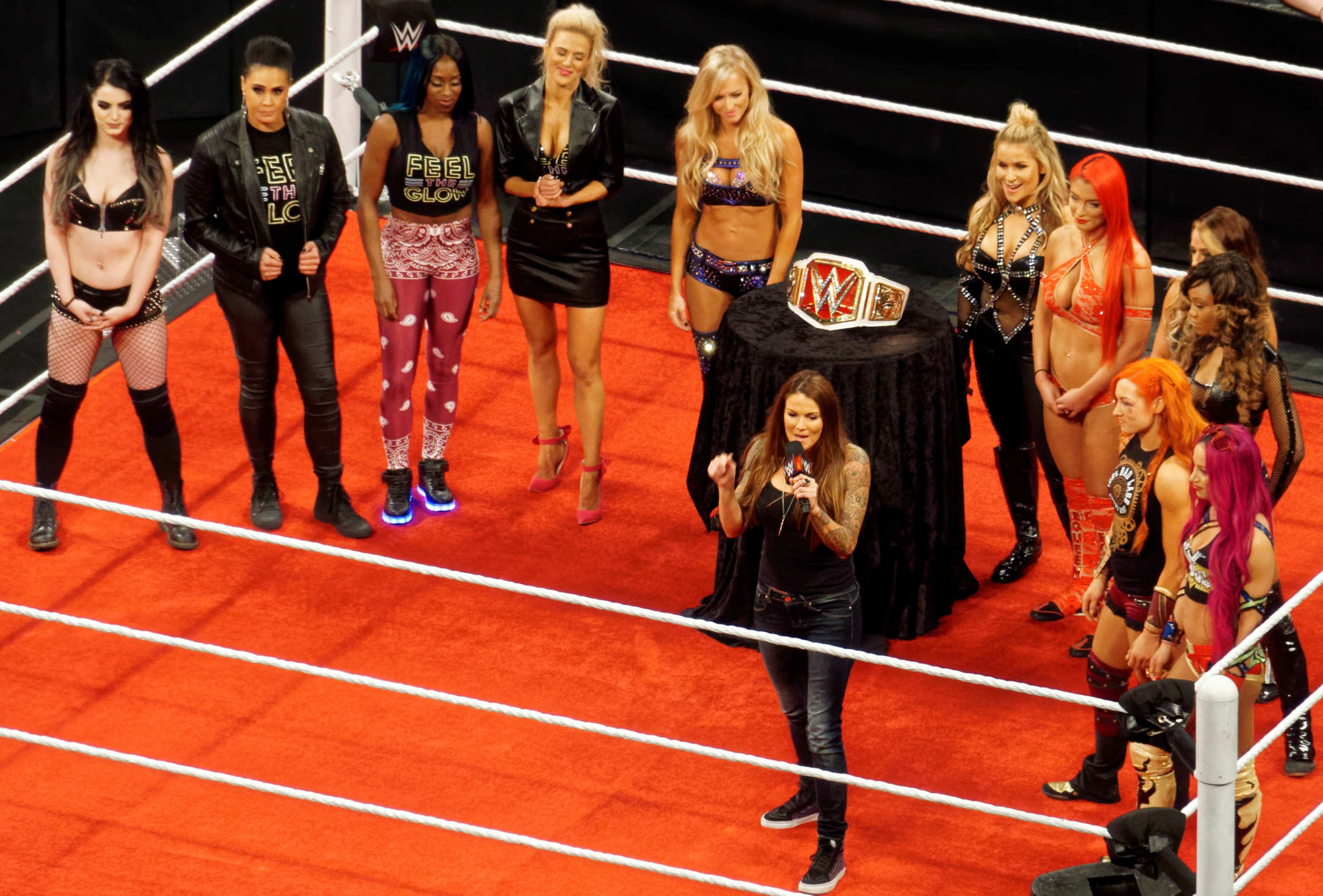
Lita présentant le WWE Women's Championship à Raw en avril 2016.

Le 3 avril 2016, Lita présente la nouvelle ceinture du WWE Women's Championship à WrestleMania 32.
Le 28 janvier 2018 au Royal Rumble, elle entre dans le premier Royal Rumble match féminin de l'histoire en 5e position, élimine Mandy Rose et Tamina avant d'être elle-même éliminée par Becky Lynch.
Le 8 octobre à Raw, elle effectue son retour en venant en aide à Trish Stratus, attaquée par 
Alexa Bliss et Mickie James, et forme officiellement une alliance avec son ancienne rivale. Le 28 octobre à Evolution, les deux femmes battent Mickie James et Alicia Fox.
Le 29 janvier 2022 au Royal Rumble, elle entre dans le Royal Rumble match féminin en 26e position, élimine Mickie James avant d'être elle-même éliminée par Charlotte Flair.
Le 19 février 2022 à Elimination Chamber, elle ne reporte pas le WWE Raw Women's Championship battue par Becky Lynch.
Le 23 janvier 2023 à Raw is XXX, elle effectue son retour en aidant Becky Lynch à battre Bayley dans un Steel Cage match. Pendant le combat, elle attaque les deux partenaires de la seconde avec l'aide de Trish Stratus et, à la fin de la rencontre, forme officiellement une alliance avec l'Irlandaise. Le 27 février à Raw, Becky Lynch et elle deviennent les nouvelles championnes par équipe de la WWE en battant Damage CTRL (Dakota Kai et IYO SKY), remportant les titres pour la première fois de leurs carrières.
Le 1er avril à WrestleMania 39, Trish Stratus et les deux femmes battent Damage CTRL dans un 6-Woman Tag Team match. 9 soirs plus tard à Raw, Trish Stratus la remplace, car elle a été blessée lors d'une attaque, mais la Canadienne et Becky Lynch perdent face à Liv Morgan et Raquel Rodriguez, ne conservant pas les titres et mettant fin à un règne de 42 jours. Après le combat, la première effectue un Heel Turn en attaquant l'Irlandaise dans le dos.

## Vie privée
- Dumas est une amoureuse des animaux connue.
- Elle a commencé une romance avec Matt Hardy en 2001. En février 2005, il a été révélé qu'Amy avait eu une liaison avec son collègue, Edge tout en continuant sa relation avec Matt. Peu après que Matt Hardy ait rendu la situation publique, la WWE l'a licencié. Hardy a été réengagé quelques mois plus tard et la situation a été adaptée en une storyline pour le show. Matt Hardy a déclaré en entrevue que lui et Amy se sont réconciliés depuis, et qu'il la considère toujours comme son amie. Elle a également été en couple avec CM Punk.
- Amy est la meilleure amie de Trish Stratus. Elle est également la marraine du fils de cette dernière, Maximus[25].

## Palmarès
- American Chronicle
  - Female of the Year en 2006[26]
- World Wrestling Federation / World Wrestling Entertainment
  - 4 fois championne de la WWE
  - 1 fois championne par équipe de la WWE - avec Becky Lynch
  - WWE Hall of Fame (2014)
- Pro Wrestling Illustrated
  - Feud of the Year avec Edge vs. Matt Hardy en 2005[27]
  - Woman of the Year en 2001[28]
- Pro Wrestling Report
  - Diva of the Year en 2006

## Autres médias
En 2001, elle participe à Fear Factor (en) avec d'autres lutteurs de la WWE : Test, Molly Holly, Matt Hardy, Jeff Hardy et Jacqueline Moore. Matt remporte les 50 000 $ qui seront reversés à l'American Cancer Society.
Elle est dans la vidéo et DVD Lita: It Just Feels Right sorti en 2001. Le vidéo montre des discussions de la carrière de Lita ainsi que dix de ses combats.
Sa biographie, écrite par Michael Krugman, s'intitule Lita: A Less Traveled R.O.A.D. - The Reality of Amy Dumas, et a été publié en 2003.
Elle fait une apparition en tant qu'artiste invité dans le dernier épisode clôturant la série télévisée Dark Angel.